# Instrument Guarneri del Gesù
Un Guarneri del Gesù, ou Guarnerius del Gesù, est par antonomase un violon fabriqué par le luthier de Crémone Giuseppe Guarneri, dit del Gesù.

## Technique de lutherie

### Vernis
Le vernis des instruments conçus par Guarneri del Gesù constitue l'un des éléments caractéristiques de ce luthier. Généralement, une teinte ambrée est présente. Elle peut-être plus ou moins prononcée, allant d'une couleur plutôt jaune ambré pour les exemples les plus clairs jusqu'à du rouge brun pour les plus foncés,.
Comme la plupart des luthiers de l'époque, il est probable que Guarneri del Gesù ait hérité d'une recette de vernis utilisée par son père dans l'atelier familial. Toutefois, le luthier crémonais a sans doute expérimenté et testé quelques innovations selon Roger Hargrave. Le spécialiste estime que la production du fils est marquée par une amélioration de la qualité des vernis, ceux-ci étant moins sombres et ternes que ceux de son père, ainsi qu'une plus grande reproductibilité de ce niveau qualitatif.
Pour Roger Hargrave, les vernis de Giuseppe Guarneri sont plus opaques que ceux d'Antonio Stradivari.

## Instruments
Jean-Philippe Échard estime qu'environ 150 violons Guarneri del Gesù ont été préservés et sont authentifiés,.

## Qualité sonore
Pour de nombreux violonistes et spécialistes, les instruments conçus par Guarneri del Gesù ont une très bonne sonorité dans les registres grave. Cette caractéristique leur confère un caractère plus sombre.

## Valeur monétaire
Le Guarnerius del Gesù le plus cher jamais vendu est le « Vieuxtemps », vendu 15,9 millions de dollars par transaction privée en 2015, prêté à la violoniste Anne Akiko Meyers.
En 2022, le Guarnerius del Gesù dit le « Pasquier », propriété du violoniste Régis Pasquier, est vendu aux enchères 3,3 millions d'euros. Daté de 1732, l'instrument est acquis par le violoniste David Garrett.
En 2023, le Guarneri le « Baltique », de 1731, avec un prix de vente de 9,44 millions de dollars, devient l'instrument à cordes ayant atteint le troisième plus haut prix lors d'une vente aux enchères, derrière les Stradivarius « Lady Blunt » (15,9 millions de dollars en 2011) et « Da Vinci » (15,34 millions de dollars en 2022).